# Drosophila septacoila
Drosophila septacoila este o specie de muște din genul Drosophila, familia Drosophilidae, descrisă de Gai și Krishnamurthy în anul 1984. Conform Catalogue of Life specia Drosophila septacoila nu are subspecii cunoscute.